# Panda (distrito)

Panda en Mozambique

El distrito de Panda está situado en la parte meridional de la provincia de Inhambane, en Mozambique. 
Su capital es la localidad de Panda.

## Geografía
Limita al norte con el distrito de Funhalouro, al noreste con el distrito de Homoíne, al sur con los distritos de Inharrime y Zavala, al sur y al oeste con el distrito de Manjacaze de la provincia de Gaza y al oeste con el distrito de Chibuto también de la provincia de Gaza.
El distrito de Panda tiene una superficie de 6.852 km² y una población de 47 946, de acuerdo con los resultados preliminares del censo de 2007, teniendo como resultado una densidad poblacional de 7,0 habitantes/km².

## División administrativa
Este distrito formado por ocho localidades (Massalane, Bilanhane, Djodjo, Machokwe, Chivalo, Mawayela y Macavelane), abarcando 74 poblados, se divide en tres puestos administrativos (posto administrativo), con la siguiente población censada en 2005:
- Panda, sede, 41 432
- Mawayela, 5 682.
- Urrene, 9 678.